# Гаруфо (Терамо)
Гаруфо (итал. Garrufo) је насеље у Италији у округу Терамо, региону Абруцо.
Према процени из 2011. у насељу је живело 212 становника. Насеље се налази на надморској висини од 491 м.